# 臺南市楠西區楠西國民小學
23°10′27″N 120°29′06″E / 23.174130°N 120.484936°E
臺南市楠西區楠西國民小學（簡稱楠西國小）為臺灣臺南市楠西區唯一的國民小學，且被列為偏遠地區學校，其源自1920年成立的噍吧哖公學校茄拔分校。

## 校史
楠西國小在最早是在1920年4月20日經臺灣總督府許可設立的「噍吧哖公學校茄拔分校」（茄拔為楠西舊稱），在1921年4月24日獨立並改稱為「楠西公學校」，位在現在的楠西市場金松公附近。1923年2月10日，學校搬到新校地。1941年4月1日，學校改制為「楠西國民學校」，此時的地址為臺南州新化郡楠西庄楠西171番地。
二戰後，學校仍名為楠西國民學校。1968年8月1日，因九年國民教育實施而改稱「楠西國民小學」。2002年6月，學校遷到現址，舊校區則在2006年改作為楠西區休閒公園。2022年3月5日，學校舉辦百年校慶暨社區聯合運動會。

## 歷任校長
楠西公學校、楠西國民學校
- 見山滿：1921年~，原任灣裡公學校教諭，後任新化公學校訓導
- 粉川文男：1923年~，原任善化公學校訓導，後任漚汪公學校長
- 菊地札右衛門：1938年~，原任大屯子公學校長
- 股野先：1944年~，原任下營北國學校長

楠西國民學校、楠西國民小學
- 洪銅鐘：1945年10月
- 翁深淵：1951年2月
- 劉聯祥：1954年3月~1965年11月
- 孫茂泉：1966年4月~1974年8月
- 周本立：1974年8月~1977年1月
- 葉忠義：1977年1月~1978年4月（代理）
- 曾英銘：1978年5月~1980年2月
- 施銘徨：1980年3月~1988年9月
- 莊正道：1988年9月~1993年2月
- 陳益謙：1993年2月~1999年8月
- 郭振風：1999年8月（代理）
- 陳振男：1999年9月~2006年8月
- 郭昭佑：2006年8月~2011年2月
- 蔡文明：2011年2月~2011年8月（教務主任代理）
- 張景添：2011年8月~2015年8月
- 朱玉君：2015年8月~2023年8月
- 李耀全：2023年8月~(現任)